# Подконицкий, Андрей
Андрей Подконицкий (словац. Andrej Podkonický; род. 9 мая 1978, Зволен, Среднесловацкий край) — словацкий хоккеист, тренер.

## Биография
Отец — хоккеист и тренер Ян Подконицкий. Начинал играть в клубе «Зволен» (1994/95 — 1995/96). На драфте НХЛ 1996 года был выбран в 8-м раунде под общим 196-м номером клубом «Сент-Луис Блюз». Два сезона отыграл в клубе WHL «Портленд Уинтерхокс», с 1998 года выступал за фарм-клуб «Сент-Луис Блюз» «Вустер Айскэтс» из АХЛ. 17 декабря 2000 года был обменян в клуб «Флорида Пантерз». Провёл шесть матчей в НХЛ и 41 — за «Луисвилл Пантерс» в АХЛ. Два сезона отыграл в Европе, выступая за ХИФК (Финляндия), «Слован» Братислава (Словакия, оба — 2001/02) и «Изерлон Рустерс» (Германия, 2001/02). В сезоне 2003/04 провёл два матча за «Вашингтон Кэпиталз» в НХЛ и 56 за «Портленд Пайретс» в АХЛ. После трёх сезонов в чешском клубе «Били Тигржи» 21 мая 2007 года подписал контракт с российской командой «Витязь» Чехов, за которую провёл 37 матчей. В конце сезона вернулся в «Били Тигржи», затем выступал за «Комету» Брно и «Младу-Болеслав» (2011/12) и «Зволен» (2012/13 — 2014/15).
Игрок сборной Словакии на чемпионатах мира 2007, 2008 и 2010.
Тренер (2015/16, 2017/18, 2020/21), главный тренер (2018/19 — 2019/20) «Зволена». Тренер сборной Словакии (до 17) (2017/18). Тренер сборной Словакии (2018—2023). Главный тренер (2021/22), тренер (2022/23) «Слована» Братислава.
31 мая 2023 вошёл в тренерский штаб клуба КХЛ «Авангард» Омск. 3 декабря 2024 года был назначен исполняющим обязанности главного тренера команды.
Сын Себастьян Андрей (род. 2004) — также хоккеист.

## Достижения
Игрок:
- Победитель группы «Б» юниорского чемпионата Европы (1995)
- Обладатель Мемориального кубока CHL (1998)
- Чемпион WHL (1998)
- Чемпион Словакии (2002, 2013)
- Бронзовый призёр чемпионата Чехии (2005, 2007)

Тренер:
- Чемпион Словакии (2021, 2022)
- Бронзовый призёр Олимпийских игр (2022)